# Metil etilfluorofosfonato
Metil etilfluorofosfonato é um composto organofosforado. É um precursor.